# Idealporträtt av en kvinna
Idealporträtt av en kvinna (tyska: Weibliches Idealbildnis, Bildnis der Simonetta Vespucci als Nymphe) är en temperamålning av den italienske renässanskonstnären Sandro Botticelli. Den målades omkring 1480–1485 och är sedan 1849 utställd på Städelsches Kunstinstitut i Frankfurt am Main.
Botticellis kvinnoporträtt i halvfigur är ett stiliserat idealporträtt som inte är avsett att vara helt porträttlikt, utan avbilda henne i en mytologiska förklädnad som nymf. Den porträtterade tros vara Simonetta Vespucci, berömd för sin skönhet och älskarinna till Giuliano de' Medici. Medaljongen i hennes halsband, en kamé, tillhörde den mäktiga florentinska Medicifamiljen och tyder på att hon tillhörde dess innersta krets.